# R. P. Poitrasson
A. Poitrasson (fl. 1873-1878) fue un religioso, y botánico francés.
Se poseen registros de sus identificaciones y nombramientos de tres nuevas especies y un nuevo género, todas gramíneas:
- Poaceae Germainia Balansa & Poitr. Bulletin de la Société d'Histoire Naturelle de Toulouse 7 1873
- Poaceae Germainia capitata Balansa & Poitr. Bulletin de la Société d'Histoire Naturelle de Toulouse 7 1873
- Poaceae Zizania bonariensis Balansa & Poitr. Bull. Soc. Hist. Nat. Toulouse 12: 228. 1878
- Poaceae Zizaniopsis bonariensis (Balansa & Poitr.) Speg.. En An. Mus. Nac. Buenos Aires, vii. 183. 1902.
- La abreviatura «Poitr.» se emplea para indicar a R. P. Poitrasson como autoridad en la descripción y clasificación científica de los vegetales.[2]